# 리비아의 로마 가톨릭 교구 목록
리비아의 로마 가톨릭 교구는 교황직속의 준교구인 3개 대목구와 1개 지목구로 구성된다

## 교황 직속 준교구
- 벵가지 대목구(Apostolic Vicariate of Benghazi)
- 다르나 대목구( Apostolic Vicariate of Derna)
- 미스라타 지목구( Apostolic Prefecture of Misrata)
- 트리폴리 대목구(Apostolic Vicariate of Tripoli)